# «Киевская пектораль» за лучшую режиссёрскую работу
Премия «Киевская пектораль» за лучшую режиссёрскую работу — престижная награда киевского городского творческого отделения Национального союза театральных деятелей Украины, присуждаемая ежегодно лучшему режиссёру.

## Список лауреатов и номинантов
• Лауреаты выделены отдельным цветом. 

### 1991—2000
| Премия          | Фото лауреата             | Режиссёр                                                           | Спектакль                                                         | Театр                           |
| --------------- | ------------------------- | ------------------------------------------------------------------ | ----------------------------------------------------------------- | ------------------------------- |
| 1-я (1991—1992) |                           | Валерий Бильченко                                                  | «И сказал Б…» Алексея Шипенко                                     | Молодёжный театр                |
| 1-я (1991—1992) | Роман Виктюк              | «Дама без камелий» Т. Реттигена                                    | Театр им. Леси Украинки                                           |                                 |
| 1-я (1991—1992) | Владислав Пази            | «Приглашение в замок» Ж. Ануя                                      | Театр им. Леси Украинки                                           |                                 |
| 2-я (1993)      |                           | Олег Липцин                                                        | «Дюшес» Дж. Джойса                                                | Театр-студия «Театральный клуб» |
| 2-я (1993)      | Дмитрий Богомазов         | «Волшебница» И. Карпенко-Карого                                    | Театр драмы и комедии                                             |                                 |
| 2-я (1993)      | Владимир Петров           | «Убийственный и неповторимый» А. Эйкборна                          | Театр «Браво»                                                     |                                 |
| 3-я (1994)      |                           | Валерий Бильченко                                                  | «Выстрелы в осеннем саду» А. Чехова                               | Экспериментальная театр-студия  |
| 3-я (1994)      | Дмитрий Лазорко           | «Олеся» М. Кропивницкого                                           | Театр драмы и комедии                                             |                                 |
| 3-я (1994)      | Михаил Резникович         | «История одной страсти» Г. Джеймса                                 | Театр им. Леси Украинки                                           |                                 |
| 4-я (1995)      |                           | Валентин Козьменко-Делинде                                         | «Сны по Кобзарю» Т. Шевченко                                      | Театр им. И.Франко              |
| 4-я (1995)      | Сергей Данченко           | «Крошка Цахес» Э. Т. А. Гофмана                                    | Театр им. И.Франко                                                |                                 |
| 4-я (1995)      | Олег Липцин               | «Старуха» Д. Хармса                                                | Театр-студия «Театральный клуб»                                   |                                 |
| 5-я (1996)      |                           | Юрий Одинокий                                                      | «Комедия о прелести греха» Н. Макиавелли                          | Театр драмы и комедии           |
| 5-я (1996)      | Дмитрий Богомазов         | «Немного вина…… или 70 оборотов» Л. Пиранделло                     | Театр драмы и комедии                                             |                                 |
| 5-я (1996)      | Станислав Моисеев         | «Привидения» Г. Ибсена                                             | Театр «Браво»                                                     |                                 |
| 6-я (1997)      |                           | Юрий Одинокий                                                      | «Мелкий бес» Ф. Сологуба                                          | Театр драмы и комедии           |
| 6-я (1997)      | Дмитрий Лазорко           | «День любви, день свободы» Гуго Клауса                             | Молодой театр                                                     |                                 |
| 6-я (1997)      | Эдуард Митницкий          | «Живой труп» Л. Толстого                                           | Театр драмы и комедии                                             |                                 |
| 7-я (1998)      |                           | Виталий Малахов                                                    | «В степях Украины» А. Корнейчука                                  | Театр на Подоле                 |
| 7-я (1998)      | Дмитрий Богомазов         | «Филоктет-концерт» по Софоклу                                      | Продюсерский центр «Думекс» совместно с Театром драмы и комедии   |                                 |
| 7-я (1998)      | Эдуард Митницкий          | «Елисейские поля в Нью-Орлеане» Т. Уильямса                        | Театр «Браво»                                                     |                                 |
| 8-я (1999)      |                           | Номинация снята жюри, хотя эксперты рекомендовали ряд претендентов |                                                                   |                                 |
| 9-я (2000)      |                           | Александр Дзекун                                                   | «Брат Чичиков» Н. Садур по Н. Гоголю                              | Театр им. И.Франко              |
| 9-я (2000)      | Дмитрий Богомазов         | «Смерть Тарелкина» А. Сухово-Кобылина                              | Театр драмы и комедии                                             |                                 |
| 9-я (2000)      | Михаэль Гензель (Австрия) | «Ромео и Джульетта» У. Шекспира                                    | Национальная опера Украины                                        |                                 |
| 9-я (2000)      | Андрей Жолдак             | «Идиот» В. Мамонтова по Ф. Достоевскому                            | Благотворительный продюсерский фонд совместно с Театром на Подоле |                                 |

### 2001—2010
| Премия      | Фото лауреата          | Режиссёр                                        | Спектакль | Театр                   |
| ----------- | ---------------------- | ----------------------------------------------- | --- | ----------------------- |
| 10-я (2001) |                        | Станислав Моисеев                               | «Гедда Габлер» Г. Ибсена «Лев и Львица» Ирены Коваль                                                                      | Молодой театр           |
| 10-я (2001) | Виталий Малахов        | «Отелло» У. Шекспира                            | Театр им. И.Франко |                         |
| 10-я (2001) | Юрий Одинокий          | «Зрители на спектакль не допускаются» М. Фрейна | Театр драмы и комедии |                         |
| 11-я (2002) |                        | Юрий Одинокий                                   | «Женитьба» Н. Гоголя | Театр драмы и комедии   |
| 11-я (2002) | Александр Ануров       | «Букварь мира» Г. Сковороды                     | Театр им. И.Франко |                         |
| 12-я (2003) |                        | • Виталий Малахов                               | «Дядя Ваня» А. Чехова | Театр на Подоле         |
| 12-я (2003) | Эдуард Митницкий       | «Море, ночь, свечи» Й. Бар-Йосефа               | Театр драмы и комедии |                         |
| 12-я (2003) | Станислав Моисеев      | «Дядя Ваня» А. Чехова                           | Молодой театр |                         |
| 13-я (2004) |                        | Юрий Одинокий                                   | «Братья Карамазовы» Ф. Достоевского                                                                                       | Театр им. И.Франко      |
| 13-я (2004) | Дмитрий Богомазов      | «Роберто Зукко» Б.-М. Кольтеса                  | Театр «Свободная сцена»                                                                                                   |                         |
| 13-я (2004) | Виталий Малахов        | «О мышах и людях» Дж. Стейнбека                 | Театральная компания «Бенюк и Хостикоев»                                                                                  |                         |
| 14-я (2005) |                        | Алексей Лисовец                                 | «Ромео и Джульетта» У. Шекспира                                                                                           | Театр драмы и комедии   |
| 14-я (2005) | Виталий Малахов        | «Количество. Все его сыновья» К. Черчилла       | Театр им. Леси Украинки                                                                                                   |                         |
| 14-я (2005) | Александр Крыжановский | «Мастер и Маргарита» М. Булгакова               | Новый драматический театр на Печерске                                                                                     |                         |
| 15-я (2006) | Дмитрий Богомазов      | Дмитрий Богомазов                               | «Очередь» А. Марданя | Театр драмы и комедии   |
| 15-я (2006) | Дмитрий Богомазов      | Станислав Моисеев                               | «Московиада» Ю. Андруховича                                                                                               | Молодой театр           |
| 15-я (2006) | Дмитрий Богомазов      | Юрий Погребничко (Россия)                       | «Голубчики мои!..» по пьесе «С любимыми на расставайтесь» А. Володина и роману «Преступление и наказание» Ф. Достоевского | Театр драмы и комедии   |
| 16-я (2007) | Дмитрий Богомазов      | Дмитрий Богомазов                               | «Женщина из прошлого» Роланда Шиммельпфеннинга                                                                            | Театр «Свободная сцена» |
| 16-я (2007) | Дмитрий Богомазов      | Олег Липцин                                     | «Игроки» Н. Гоголя | Театр на Подоле         |
| 16-я (2007) | Дмитрий Богомазов      | Станислав Моисеев                               | «Четвертая сестра» Я. Гловацкого                                                                                          | Молодой театр           |
| 17-я (2008) |                        | Алексей Лисовец                                 | «Не всё коту масленица» А. Островского                                                                                    | Театр драмы и комедии   |
| 17-я (2008) | Дмитрий Богомазов      | «Сладких снов, Ричард» по мотивам У. Шекспира   | Театр «Свободная сцена»                                                                                                   |                         |
| 17-я (2008) | Виталий Малахов        | «Сто тысяч» И. Карпенко-Карого                  | Театр на Подоле |                         |
| 18-я (2009) |                        | Игорь Славинский                                | «Мёртвые души» Н. Гоголя                                                                                                  | Театр на Подоле         |
| 18-я (2009) | Александр Билозуб      | «Два цветка цвета индиго» А. Билозуба           | Театр им. И.Франко |                         |
| 18-я (2009) | Игорь Славинский       | «Люксембургский сад» по поэзии И. Бродского     | Театр на Подоле |                         |
| 19-я (2010) |                        | Эдуард Митницкий                                | «Три сестры» А. Чехова | Театр драмы и комедии   |
| 19-я (2010) | Андрей Билоус          | «Счастье» А. Платонова                          | Новый драматический театр на Печерске                                                                                     |                         |
| 19-я (2010) | Виталий Малахов        | «Грек Зорба» Н. Казандзакиса                    | Театр им. И.Франко |                         |

### 2011—2017
| Премия      | Фото лауреата          | Режиссёр                                                        | Спектакль                                                     | Театр                                                                              |
| ----------- | ---------------------- | --------------------------------------------------------------- | ------------------------------------------------------------- | ---------------------------------------------------------------------------------- |
| 20-я (2011) |                        | Виталий Малахов                                                 | «Прошлым летом в Чулимске» А. Вампилова                       | Театр на Подоле                                                                    |
| 20-я (2011) | Андрей Билоус          | «Высшее благо на свете» по пьесе «Месяц в деревне» И. Тургенева | Театр драмы и комедии                                         |                                                                                    |
| 20-я (2011) | Виталий Пальчиков      | Травиата Дж. Верди                                              | Муниципальный театр оперы и балета для детей и юношества      |                                                                                    |
| 21-я (2012) |                        | Алексей Лисовец                                                 | «Опискин. Фома!» Ф. Достоевского                              | Театр драмы и комедии                                                              |
| 21-я (2012) | Дмитрий Богомазов      | «Войцек. Карнавал плоти» Г. Бюхнера                             | Театр драмы и комедии                                         |                                                                                    |
| 21-я (2012) | Александр Крыжановский | «Корабль не придёт» Нис-Момме Штокманна                         | Новый драматический театр на Печерске                         |                                                                                    |
| 21-я (2012) | Игорь Славинский       | «Письмо Богу» А. Крыма                                          | Театр на Подоле                                               |                                                                                    |
| 22-я (2013) | Дмитрий Богомазов      | Дмитрий Богомазов                                               | «Morituri te salutant» по рассказам В. Стефаника              | Театр им. И.Франко                                                                 |
| 22-я (2013) | Дмитрий Богомазов      | Андрей Билоус                                                   | «Загадочные вариации» Э. Шмитта                               | Молодой театр                                                                      |
| 22-я (2013) | Дмитрий Богомазов      | Станислав Моисеев                                               | «Цветок чертополоха» Натальи Ворожбит                         | Театр им. И.Франко                                                                 |
| 23-я (2014) |                        | Станислав Моисеев                                               | «Такая её судьба» по поэзии Тараса Шевченко                   | Театр им. И.Франко                                                                 |
| 23-я (2014) | Дмитрий Богомазов      | «Веселье сердечное, или Кепка с карасями» Ю. Коваля             | Театр драмы и комедии                                         |                                                                                    |
| 23-я (2014) | Роман Мархолия         | «Живой труп» Л. Толстого                                        | Театр им. И.Франко                                            |                                                                                    |
| 24-я (2015) |                        | Михаил Урицкий                                                  | «Оскар» Э. Шмитта                                             | Киевский муниципальный академический театр кукол                                   |
| 24-я (2015) | Дмитрий Богомазов      | «Пой, Лола, пой» Александра Чепалова по мотивам романа Г. Манна | Театр драмы и комедии                                         |                                                                                    |
| 24-я (2015) | Станислав Жирков       | «Сталкеры» П. Арье                                              | Совместный проект театра «Золотые ворота» и Молодого театра   |                                                                                    |
| 25-я (2016) |                        | Станислав Жирков                                                | «Слава героям» П. Арье                                        | Совместный проект театра «Золотые ворота» и Ивано-Франковского театра имени Франко |
| 25-я (2016) | Автандил Варсимашвили  | «Ричард III» У. Шекспира                                        | Театр им. И.Франко                                            |                                                                                    |
| 25-я (2016) | Лада Шыленко           | «Рита» Г. Доницетти                                             | Киевский театр оперы и балета для детей и юношества           |                                                                                    |
| 26-я (2017) |                        | Дмитрий Богомазов                                               | «Жизнь впереди. Роман о Розе, или недетская история» Э. Ажара | Театр драмы и комедии                                                              |
| 26-я (2017) | Виталий Пальчиков      | «Колокольчик» Г. Доницетти                                      | Киевский театр оперетты                                       |                                                                                    |
| 26-я (2017) | Станислав Моисеев      | «Все мои сыновья» А. Миллера                                    | Театр им. И.Франко                                            |                                                                                    |